# Círio de Nazaré

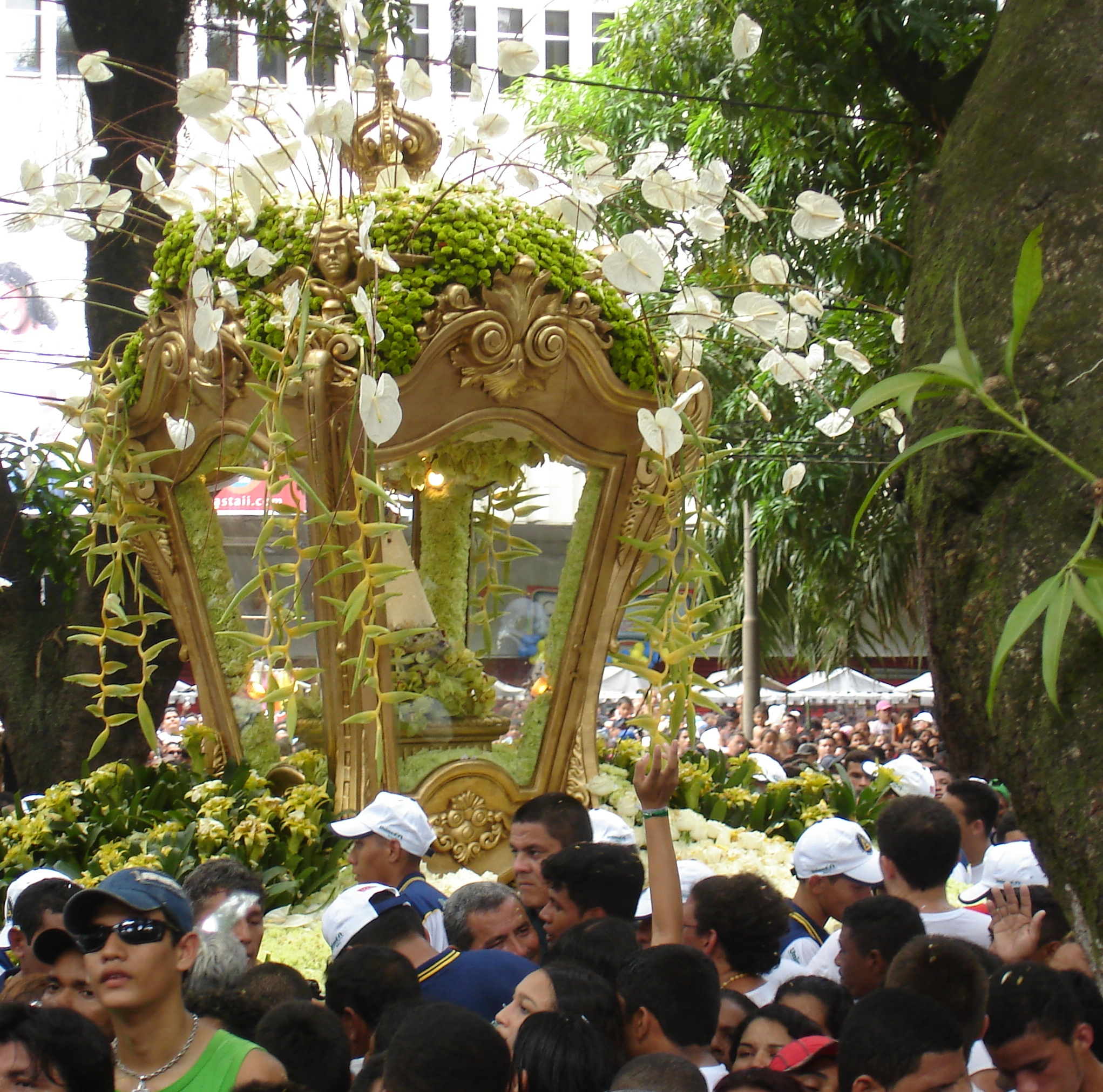
Procesja Círio de Nazaré

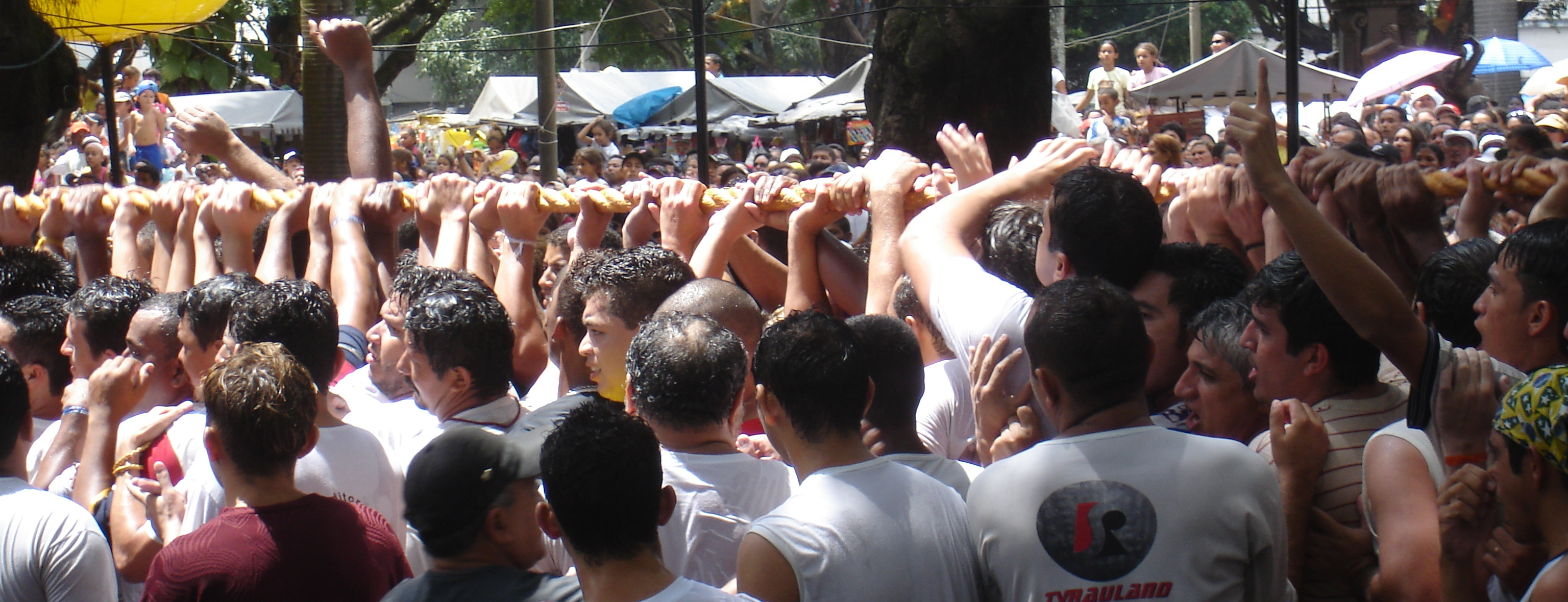
Ciągnięcie wozu z relikwiarzem

Círio de Nazaré (właśc. port. Círio de Nossa Senhora de Nazaré) – coroczne obchody ku czci Matki Boskiej z Nazaretu w brazylijskim Belém. Punktem kulminacyjnym uroczystości jest procesja z figurą Naszej Pani z Nazaretu prowadzona w drugą niedzielę października.
W 2013 roku uroczystości Círio de Nazaré zostały wpisane na listę niematerialnego dziedzictwa UNESCO.

## Historia
Według legendy drewniana figura Matki Boskiej z Nazaretu, czczona podczas uroczystości, miała zostać znaleziona na początku XVIII wieku nad brzegiem rzeki Murucutú przez Plácido de Souza, który zabrał figurę do domu. Ta jednak miała zawsze wracać na miejsce jej znalezienia. W końcu w miejscu tym zbudowano kaplicę a następnie bazylikę. Stolica Apostolska wydała zgodę na organizację pierwszego círio w 1792 roku, a uroczystości pod patronatem gubernatora stanu Para odbyły się kolejnym roku. Od tego czasu obchody organizowane są co roku, przyciągając około dwa miliony pielgrzymów.

## Opis
Uroczystości rozpoczynają się w sierpniu. Punktem kulminacyjnym jest procesja z figurą Naszej Pani z Nazaretu w drugą niedzielę października. Wówczas tysiące bosych pielgrzymów (pt. romeiros) podąża w procesji z katedry Cathedral de Belém do Praça Sanctuário de Nazaré. Figura Matki Boskiej spoczywa w relikwiarzu (berlinda) umieszczonym na wozie ciągniętym przez wiernych na linie, plecionej specjalnie na tę okazję. Wielu wiernych wierzy, ze lina ma właściwości cudowne i celem pielgrzymów jest choćby jej dotknięcie. W procesji niesione są również wota – świece i drewniane figury uzdrowionych części ciała. Symboliczną rolę odgrywają również statki – Matka Boska z Nazaretu jest uważana za patronkę marynarzy. W domach wzdłuż trasy procesji buduje się ołtarzyki. Po zakończonej procesji pielgrzymi udają się na tradycyjny posiłek tacacá com tucupi – kaczkę z maniokiem.